# Telewizja hybrydowa
Telewizja hybrydowa – cecha odbiornika telewizyjnego umożliwiająca odbiór zarówno tradycyjnych programów, czyli treści przesyłanych przez nadawcę telewizyjnego, jak i danych dostępnych z Internetu. Dostępność usługi, polega na tym, że program telewizyjny jest nadawany drogą satelitarną, naziemną lub kablową, a usługi dodatkowe dostępne są z Internetu za pośrednictwem aplikacji telewizyjnych w standardzie HbbTV. Jednak o tym, co będzie udostępniane w tej usłudze, decyduje nadawca stacji telewizyjnej, który może oferować wyłącznie własne serwisy lub podpisać umowy z firmami zewnętrznymi (np. sklepami internetowymi). Natomiast dostępność serwisu uzależniona jest od dostawcy usług telewizyjnych, który to powinien taką funkcję włączyć.
W celu skorzystania z usługi należy podłączyć telewizor typu Smart TV, Connected TV lub set-top-box z odpowiednim oprogramowaniem wspierający odbiór HbbTV, zarówno do anteny z sygnałem telewizyjnym, jak i do sieci internetowej. Informacja o dostępności serwisu telewizji hybrydowej, w zależności od sposobu korzystania z usługi telewizyjnej, wysyłana jest do telewizora drogą naziemną, satelitarną lub kablową – analogicznie jak ma to miejsce w przypadku teletextu. Różnica polega na tym, że dodatkowe multimedialne treści dosyłane są do odbiornika za pośrednictwem Internetu.
Telewizja hybrydowa umożliwia odbiorcy dostęp do szeregu interaktywnych usług, takich jak: VOD (usługi na żądania), Catch Up TV (dostęp do powtórek programów) czy możliwość korzystania z portali społecznościowych, serwisów wideo, zaawansowanego teletekstu z materiałami graficznymi i wideo, EPG z zapowiedziami programów, internetowych serwisów informacyjnych i meteorologicznych, serwisów sportowych (np. statystyki meczów na żywo), radia internetowego, sklepów internetowych i tym podobnych usług. Natomiast reklamodawcom telewizja hybrydowa daje możliwość pokazywania interaktywnych reklam. Jednak o tym, co będzie udostępniane w tej usłudze, decyduje nadawca, który może oferować wyłącznie własne serwisy lub podpisać umowy z firmami zewnętrznymi (np. sklepami internetowymi).

## Standardy Smart TV w Europie i USA
- HbbTV - Europa kontynentalna

### Europa
HbbTV (Hybrid Broadcast Broadband TV) to wypracowany standard telewizji hybrydowej łączący w sobie typową emisję sygnałów telewizyjnych wraz z multimedialnymi treściami dostarczanymi do telewizora przez szerokopasmowy internet. W uproszczeniu można wskazać, że HbbTV to multimedialny teletext kolejnej generacji, bez ograniczeń co do ilości kolorów, rozdzielczości grafiki i sposobu nawigacji po treści.
W 2010 możliwość odbioru telewizji hybrydowej miały tylko najdroższe telewizory o największych przekątnych ekranu powyżej 50”. Obecnie już prawie wszystkie nowe modele telewizorów oferują usługę hybrydową.
Jedną z głównych barier rozwoju telewizji hybrydowej w pierwszych latach XXI w. był brak standardu wymuszającego na producentach telewizorów zapewnienie otwartego dostępu do usługi hybrydowej dla nadawców telewizyjnych i producentów aplikacji umożliwiających odbiór treści internetowych na ekranie telewizora. W celu stworzenia otwartej platformy technologicznej, łączącej dotychczasowe usługi telewizyjne z usługami świadczonymi za pomocą sieci szerokopasmowych nadawcy europejscy i producenci sprzętu zawiązali konsorcjum HbbTV. Efektem prac konsorcjum było opracowanie standardu Hybrid TV Broadband Broadcast zgodnego z normą ETSI TS 102 796 Europejskiego Instytutu Norm Telekomunikacyjnych – niezależnego instytutu standaryzacji. Standard HbbTV umożliwia otwarty dostęp do tworzenia aplikacji dla telewizji hybrydowej bez konieczności dostosowywania ich dla każdej marki telewizora oddzielnie. Umożliwia również dołączanie przez nadawców linearnych, bezpośrednio do programów, dodatkowych informacji i serwisów nielinearnych (dostęp za pomocą tzw. red buton na pilocie).
Prace nad standardem HbbTV rozpoczęły się 2009 roku, a pierwsze komercyjnie wdrożenia miały miejsce w sierpniu 2010 roku w Niemczech i we Francji. Stopniowo HbbTV pojawiła się w innych państwach europejskich, a w Skandynawii ma zastąpić telewizję w starszym standardzie MHP.

## Polska
W Polsce rozwój telewizji hybrydowej w standardzie HbbTV zainicjował Paweł Tutka, rozpoczynając 12 marca 2012 pierwsze publicznie dostępne testy HbbTV we współpracy z telewizją TVN. Emisja testowa dostępna była na kanale TVN HD nadawanym w naziemnej telewizji cyfrowej z PKiN w Warszawie. W początkowej fazie testów udostępniona została aplikacja prezentująca przeźroczyste grafiki na sygnale telewizyjnym symbolizujące linki do innych aplikacji w HbbTV.
Kolejnym nadawcą telewizyjnym, który rozpoczął testy telewizji hybrydowej jest Telewizja Polska. Po kilkutygodniowej fazie testów, wraz z rozpoczęciem Mistrzostw Euro 2012 TVP udostępniła 8 czerwca 2012 serwis HbbTV Euro 2012 ze statystykami rozgrywanych meczów. Obecnie Telewizja Polska prowadzi rozbudowaną Platformę Hybrydową TVP.
Natomiast w listopadzie 2012 roku dostęp do HbbTV zaoferowała stacja Eska TV.
Do odbioru telewizji hybrydowej na polskim rynku przystosowane są:
- telewizory Smart TV firm: Panasonic Viera Cast/Viera Connect, Philips Smart TV, LG Smart TV, Samsung Smart TV, Toshiba Places,
- wybrane dekodery platform cyfrowych n, Cyfra+,
- naziemna telewizja cyfrowa,
- set-top-box (STB) wybranych sieci kablowych i IPTV (np. w Toya, Jambox).